# ۱۹۲۲

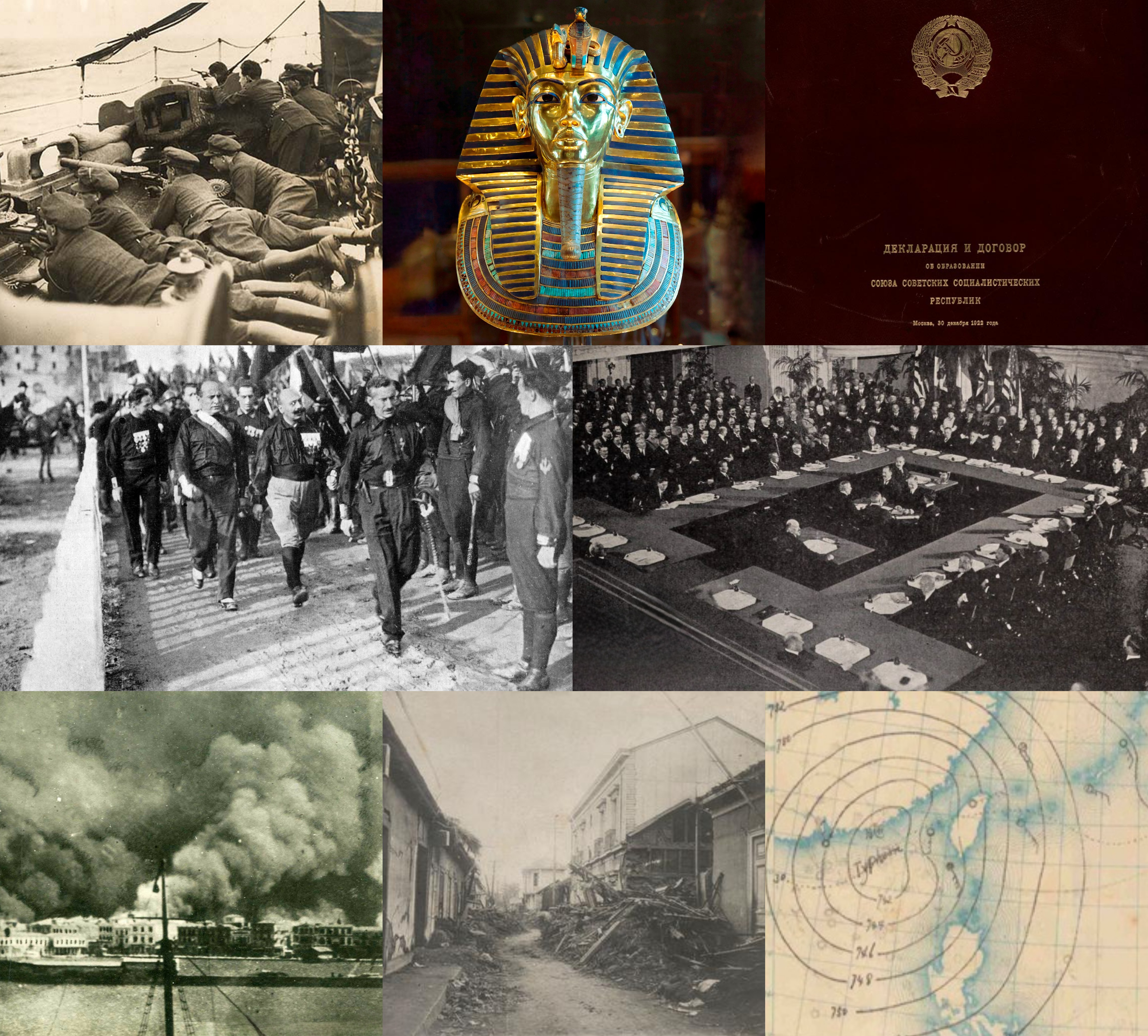

## رویدادها
- کشف مقبرهٔ توت‌عنخ‌آمون
- ۱ نوامبر - انحلال امپراتوری عثمانی

## زادروزها
- خاخام آریل داوودی، رهبر مذهبی یهودیان (د. ۲۰۰۶)
- ۱ ژانویه – فریتس هولینگز، سیاست‌مدار آمریکایی (د. ۲۰۱۹)
- ۱۳ ژانویه – آلبر لاموریس، فیلمنامه‌نویس، تهیه‌کننده، نویسنده، و کارگردان فرانسوی (د. ۱۹۷۰)
- ۱۶ ژانویه – ارنستو بونینو، خواننده ایتالیایی (د. ۲۰۰۸)
- ۱۹ ژانویه – گای مدیسون، بازیگر آمریکایی (د. ۱۹۹۶)
- ۳۰ ژانویه – دیک مارتین (کمدین)، بازیگر آمریکایی (د. ۲۰۰۸)
- ۸ مارس – لئون ژومو، دوچرخه‌سوار اهل بلژیک (د. ۱۹۸۰)
- ۲۰ مارس – کارل راینر، هنرپیشه، کمدین، نویسنده، تهیه‌کننده تلویزیونی و کارگردان آمریکایی (د. ۲۰۲۰)
- ۲۷ مارس – استفان وول، نویسنده فرانسوی (د. ۲۰۰۳)
- ۳۱ مارس – ریچارد کایلی، بازیگر آمریکایی (د. ۱۹۹۹)
- ۱۳ آوریل – ژولیوس نایرره، زبان‌شناس، مترجم، و سیاست‌مدار اهل تانزانیا (د. ۱۹۹۹)
- ۱۴ آوریل – علی‌اکبر خان، آهنگساز و خواننده هندی (د. ۲۰۰۹)
- ۱۹ آوریل – اریش هارتمان - پر افتخارترین خلبان نیروی هوایی آلمان در جنگ جهانی دوم (د. ۱۹۹۳)
- ۲۷ آوریل – جک کلاگمن، بازیگر آمریکایی (د. ۲۰۱۲)
- ۱۰ مه – نانسی واکر، بازیگر و کارگردان آمریکایی (د. ۱۹۹۲)
- ۱۴ مه – فرانیو توجمان، سیاست‌مدار اهل کرواسی (د. ۱۹۹۹)
- ۲۷ مه – کریستوفر لی، هنرپیشهٔ انگلیسی و بازیگر بزرگ سینمای هالیوود (د. ۲۰۱۵)
- ۳۰ مه – هل کلمنت، نویسنده آمریکایی (د. ۲۰۰۳)
- ۳۱ مه – دنهلم الیوت، بازیگر بریتانیایی (د. ۱۹۹۲)
- ۱۹ ژوئن – آگه بوهر، فیزیک‌دان دانمارکی (د. ۲۰۰۹)
- ۲۶ ژوئن – النور پارکر، بازیگر آمریکایی (د. ۲۰۱۳)
- ۲۹ ژوئن – واسکو پوپا، نویسنده و شاعر اهل صربستان (د. ۱۹۹۱)
- ۶ ژوئیه – ویلیام شارلت، بازیگر آمریکایی (د. ۲۰۱۶)
- ۱۵ ژوئیه – لئون لدرمن، ریاضی‌دان و فیزیک‌دان آمریکایی (د. ۲۰۱۸)
- ۱۸ ژوئیه – توماس کوهن، فیزیک‌دان، تاریخ‌نگار، دانشمند، و فیلسوف آمریکایی (د. ۱۹۹۶)
- ۵ اوت – سندی کنیون، بازیگر آمریکایی (د. ۲۰۱۰)
- ۹ اوت – فیلیپ لارکین، نویسنده، ژورنالیست، کتابدار، و شاعر بریتانیایی (د. ۱۹۸۵)
- ۱۷ اوت – آگوستینیو نتو، سیاست‌مدار و شاعر آنگولایی (د. ۱۹۷۹)
- ۲۴ سپتامبر – حسینعلی منتظری، از مراجع تقلید شیعه و یکی از بزرگ‌ترین انقلابیون نظام جمهوری اسلامی در ایران (د. ۲۰۰۹)
- ۲۲ اکتبر – جان چفی، افسر و سیاست‌مدار آمریکایی (د. ۱۹۹۹)
- ۸ نوامبر – کریستیان بارنارد، جراح اهل آفریقای جنوبی (د. ۲۰۰۱)
- ۱۱ نوامبر – کورت وانگات، نویسندهٔ آمریکایی سدهٔ بیستم میلادی (د. ۲۰۰۷)
- ۲ دسامبر – لئو گوردون، بازیگر و فیلمنامه‌نویس آمریکایی (د. ۲۰۰۰)
- ۸ دسامبر – لوسین فروید، نقاش بریتانیایی (د. ۲۰۱۱)
- ۱۴ دسامبر – نیکولای باسوف، فیزیک‌دان روسی (د. ۲۰۰۱)
- ۲۴ دسامبر – اوا گاردنر، بازیگر آمریکایی (د. ۱۹۹۰)
- ۲۸ دسامبر – استن لی، نویسنده، ویراستار، بازیگر، تهیه‌کننده و مجری تلویزیونی اهل آمریکا (د. ۲۰۱۸)

## درگذشت‌ها
- ۱ مارس – رافائل مونه‌رو آرنزادی، بازیکن فوتبال اسپانیایی (ز. ۱۸۹۲)
- ۴ مارس – برت ویلیامز، بازیگر آمریکایی (ز. ۱۸۷۴)
- ۲۰ ژوئیه – آندری مارکوف، ریاضی‌دان روسی (ز. ۱۸۵۶)
- ۲ اوت – الکساندر گراهام بل، فیزیک‌دان بریتانیایی (ز. ۱۸۴۷)
- ۲۶ سپتامبر – توماس ئی. واتسون، سیاست‌مدار و وکیل آمریکایی (ز. ۱۸۵۶)
- ۱۸ نوامبر – مارسل پروست، نویسنده و کتابدار فرانسوی (ز. ۱۸۷۱)